# Csiszár Jenő
Csiszár Jenő (Fertőszéplak, 1959. szeptember 5. –) magyar rádiós és televíziós műsorvezető, diplomata.

## Élete
Tanulmányait a Szegedi Tudományegyetem bölcsészkarán, kommunikáció szakon végezte.
1997-ig vezette az Apukám világa című fiatalokkal foglalkozó betelefonálós rádióműsort a Juventus Rádióban, majd a Petőfi Rádióban. 1999–2000 között a Heti Hetes első évadának műsorvezetője volt, majd a TV2-höz igazolt, ahol csiszár.hu címmel saját műsort vezetett egy évig.
2001 után párjával Olaszországba költöztek, legközelebb 2003 nyarán tűnt fel a képernyőn az M2 Sziget TV című műsorában. Később a TV2-n vezette az Activity-t, valamint 2006. július elejétől 2007. október 31-éig a Mokka című műsort. A Digisportnál egy ideig műsorvezetőként dolgozott. A Class FM Karma kalauz című műsorának vezetője is volt.
2011 és 2016 között az M1 Magyarország, szeretlek! vetélkedő zöld csapatának a kapitánya. 2012 és 2015 között A Dal című eurovíziós nemzeti döntőnek az egyik zsűritagja. 2013-tól vezeti a Balatoni Nyár című időszakos televíziós magazint, az M1-en és a Duna Worldön.
A Balaton, ezen belül Szigliget és a vitorlázás szerelmese, kétszeres Kékszalag győztes Litkey Farkassal és a Lisa-val (2007, 2009).
2017 őszétől milánói főkonzul, 2019 májusában pedig megkapta a rendkívüli és meghatalmazott nagyköveti rangot.

## Elismerések
- DJ Szövetség Életmű-díj

## Magánélete
Felesége Újvári Eszter, kosárlabdajátékos. Ikerfiai vannak, Dániel Miklós és Márton Jenő.

## Műsorai
- Top 44 / Apukám világa  (Top TV) (1995-1996)
- Apukám világa (Juventus Rádió, Petőfi Rádió) (-1997)
- Heti Hetes (RTL Klub) (1999–2000)
- Csiszár.hu (TV2) (2001)
- Sziget TV (M2) (2003)
- Mokka (TV2) (2006–2007)
- Activity (TV2) (2007–2008)
- Karma Kalauz (Class FM) (2009–2014)
- Magyarország, szeretlek! (M1) (2011–2016)
- A Dal zsűritag (M1, Duna World) (2012–2015)
- Balatoni Nyár (M1, Duna World) (2013)

## Filmjei
- Kisváros (1997–1999)
- Vakvagányok (2001)
- Csak szex és más semmi (2005)
- Olasz meló (2009)
- Private Parts (Intim részek, 1997) Howard Stern szinkronhangja